# جوزپه سینیوری
جوزپه سینیوری (به ایتالیایی: Giuseppe Signori) بازیکن فوتبال اهل ایتالیا بود 

## تیم ملی
از سال ۱۹۹۲ تا ۱۹۹۵ میلادی عضو تیم ملی فوتبال ایتالیا بوده و در ۲۸ بازی ملی حضور داشته‌است. او در بازی‌های ملی‌اش ۷ گل به ثمر رساند.